# Bernardino Amici
Bernardino Amici, de Gallipoli, dans le royaume de Naples, religieux franciscain, est prieur de son ordre à Jérusalem, en 1596. Pendant un séjour de cinq ans, il dessina et décrivit avec exactitude les saints lieux ; et, de retour en Italie, il publia en italien cet ouvrage curieux pour les arts : Trattato delle Piante (des Plans, et non pas des Plantes, comme on l’a imprimé et réimprimé en français), e immagini de sacri edifizi di Terra Santa, designate in Jerusalemme, etc., d’abord à Rome, et ensuite à Florence, 1620, petit in-fol. Les gravures de ce livre sont du célèbre Jacques Callot.

## Œuvres
- Bernardino Amici, Trattato delle Piante & Imagini de i sacri edificii di Terra Santa, Florence, Pietro Cecconcelli, 1620 (lire en ligne).